# Rio Dubul
O Rio Dubul é um rio da Romênia, afluente do Moldoviţa, localizado no distrito de Suceava.